# Petiotisering
Petiotisering är ett efter uppfinnaren, fransmannen Petiot (1859), uppkallat förfaringssätt för framställande av rödvin genom fullständigt tillgodogörande av resterna (skal, kärnor, grums) efter vinjäsningen, i det att dessa gång på gång övergjuts med en druvsockerlösning och blandningen får jäsa.